# Hrușka, Camenița
Hrușka (în ucraineană Грушка) este localitatea de reședință a comunei Hrușka din raionul Camenița, regiunea Hmelnîțkîi, Ucraina.

## Demografie
Componența lingvistică a localității Hrușka
     Ucraineană (98,83%)
     Rusă (1,17%)
Conform recensământului din 2001, majoritatea populației localității Hrușka era vorbitoare de ucraineană (98,83%), existând în minoritate și vorbitori de rusă (1,17%).